# Вендерот, Георг
Георг Вендерот (нем. Georg Wenderoth; XIX век — неизвестно) — германский регбист, серебряный призёр летних Олимпийских игр 1900.
На Играх Вендерот входил в сборную Германию, которая в единственном матче проиграла Франции со счётом 21:17, получив серебряные медали.